# B’Day Anthology Video Album
B’Day Anthology Video Album – DVD amerykańskiej piosenkarki R&B Beyoncé Knowles, wydane w tym samym terminie, co wersja deluxe albumu B’Day, 3 kwietnia 2007 roku.
DVD było początkowo ekskluzywnym, dostępnym wyłącznie w Stanach Zjednoczonych, wydaniem dla sieci Wal-Mart. Dopiero po dłuższym czasie znalazło się w innych sklepach. B’Day Anthology Video Album składa się z teledysków singli z albumu B’Day („Déjà Vu”, „Ring the Alarm”, „Irreplaceable” i „Listen”). Poza nimi Beyoncé postanowiła nakręcić wideoklipy do innych utworów. Mimo iż zapowiadano, że każda piosenka z płyty będzie posiadać swój teledysk, „Resentment” jest wyjątkiem.
Część klipów zaprezentowana została w programie MTV TRL, którego gościem była Beyoncé, promująca „Beautiful Liar”. Niektóre wideoklipy pokazane zostały także w programie BET 106 & Park, w odcinku z udziałem Beyoncé, w którym premierę miał teledysk „Upgrade U”. DVD promowane było przez BET i MTV Hits poprzez emitowanie nie tylko wideoklipów (niektórych z napisami), ale i komentarzy artystki na temat ich filmowania.
Pod koniec marca 2007 roku wcześniej niepublikowane teledyski wyciekły do Internetu. 2 kwietnia pełne wersje „Get Me Bodied”, „Kitty Kat"/"Green Light” i „Suga Mama” miały premierę w telewizji BET, aby nagłośnić B’Day Anthology Video Album, który miał się ukazać następnego dnia. W przeciągu kilku kolejnych dni wideoklipy zamieszczane były na YouTube oraz innych stronach, mimo iż naruszało to warunki ich użytkowania.
B’Day Anthology Video Album pokrył się w Stanach Zjednoczonych podwójną platyną, rozchodząc się w ponad 200 000 kopii.

## Lista utworów
| #   | Tytuł                                            | Reżyser wideoklipu         | Długość |
| --- | ------------------------------------------------ | -------------------------- | ------- |
| 1.  | „Beautiful Liar” (duet z Shakirą)                | Jake Nava & Beyoncé        | 3:34    |
| 2.  | „Irreplaceable”                                  | Anthony Mandler            | 4:17    |
| 3.  | „Kitty Kat”                                      | Melina Matsoukas & Beyoncé | 1:03    |
| 4.  | „Green Light”                                    | Melina Matsoukas           | 3:31    |
| 5.  | „Upgrade U” (feat. Jay-Z)                        | Melina Matsoukas & Beyoncé | 4:38    |
| 6.  | „Flaws and All”                                  | Cliff Watts                | 4:14    |
| 7.  | „Get Me Bodied”                                  | Anthony Mandler & Beyoncé  | 6:42    |
| 8.  | „Freakum Dress”                                  | Ray Kay & Beyoncé          | 3:21    |
| 9.  | „Suga Mama”                                      | Melina Matsoukas & Beyoncé | 3:37    |
| 10. | „Déjà Vu” (feat. Jay-Z)                          | Sophie Muller              | 4:06    |
| 11. | „Ring the Alarm”                                 | Sophie Muller              | 3:33    |
| 12. | „Listen”                                         | Diane Martel               | 3:49    |
| 13. | „Still in Love (Kissing You)” (później usunięty) | Cliff Watts & Beyoncé      | 4:41    |
| 14. | Napisy końcowe                                   | N/A                        | 0:51    |
| 15. | Anthology za kulisami                            | Ed Burke                   | 17:39   |